# Copula (linguistica)
Dal latino copula = "unione", "legame" (da cum + apio = "attaccare"), la copula è la funzione svolta dal verbo essere quando si trova in posizione intermedia tra un sostantivo e una parte nominale che serve a definire il soggetto. Quest'ultima può essere costituita da un attributo, un sostantivo o una parte del discorso sostantivata. Quando il verbo essere svolge la funzione di copula, esso, insieme alla parte nominale che lega, viene definito predicato nominale; in caso contrario, esso è predicato verbale.

## Verbi copulativi
Si potrebbe estendere il concetto di copula a verbi diversi dal verbo essere, che vengono pertanto detti verbi copulativi. Nella classe dei verbi, tutti i verbi non copulativi sono detti "predicativi". Sono copulativi i verbi: sembrare, parere, apparire, risultare, diventare, divenire ecc.
Svolgono funzione copulativa anche i verbi appellativi (chiamare, appellare, dire…), elettivi (nominare, promuovere, eleggere...), estimativi (reputare, giudicare, credere…) ed effettivi (rendere, fare…), quando vengono usati al passivo (nella diatesi attiva, infatti, essi reggerebbero un complemento predicativo dell'oggetto).
Possono svolgere funzione copulativa altri verbi come nascere, vivere, morire… (es. Teresa è nata ed è morta povera).
La parte nominale retta da verbi copulativi diversi da essere viene normalmente definita complemento predicativo del soggetto; è da notare il fatto che non tutti considerano i suddetti verbi alla stregua del verbo essere, in quanto il predicativo del soggetto (come quello dell'oggetto) è solitamente considerato un complemento a sé stante, e non sintatticamente inscindibile dal verbo in questione. In ogni caso, i verbi copulativi così considerati possono essere definiti come verbi che necessitano di un complemento che completi il loro significato, che in caso contrario rimarrebbe sospeso.